# ایسر هارئیل
ایسر هارئیل مدیر سازمان اطلاعات شاباک تا سال ۱۹۵۲ و از مغزهای متفکر سازمان اطلاعات موساد که بعدها به ریاست این سازمان هم نائل شد. از مهمترین کارهای او می‌توان به شناسایی و دستگیری ادولف ایشمن در ۱۹۶۰ در آرژانتین اشاره کرد. این شخص یکی از افراد مهم ۱۵ سال اول تأسیس اسرائیل است.

## زندگی‌نامه
وی متولد ۱۹۱۲ در شهر ویتسبک امپراتوری روسیه (اکنون قسمتی از کشور بلاروس) از خانواده‌ای شلوغ و پر جمعیت بود. او در ۱۸ فوریه ۲۰۰۳ درگذشت. او نویسنده 10 کتاب است که همه به زبان عبری نوشته شده‌اند.

## آثار
- The Great Deceit: a Political Novel (1971)
- Jihad (1972) (جهاد)
- The House on Garibaldi Street (1975)
- The Anatomy of Treason (1980)
- Operation Yossele (1982)
- (The Crisis of the German Scientists (1982
- Brother Against Brother: the Authorized Comprehensive Analyses of the Lavon Affair (1982)
- The Truth About the Kastner Murder (1985)
- Soviet Espionage (1987)
- Security and Democracy (1989)